# Luiz Felipe Scolari
Luiz Felipe Scolari (født 9. november 1948 i Passo Fundo i Rio Grande do Sul i Brasilien) er en brasiliansk fodboldtræner, der er træner for Brasilien. Han er kendt som Felipão ("Big Phil").
Han ledte det brasilianske landshold til sejr i VM i 2002, hvor Tysklands fodboldlandshold blev besejret 2-0 i finalen. Han har været træner for det portugisiske landshold siden 2003. Han overtog trænerposten i den engelske fodboldklub Chelsea F.C. den 1. juli 2008, hvor han overtog managerposten efter Avram Grant, der netop havde ført klubben i Champions League-finalen. Scolari lagde ud med at hente spillere fra sit tidlige job som manager for Portugal, herunder Deco og José Bosingwa. 9. februar 2009 blev Scolari fyret som Chelseas træner som følge af holdets dårlige resultater.